# علي بناه (قلعة خواجة)
علي بناه (بالفارسية: علی پناه) هي منطقة سكنية تقع في إيران في قسم قلعة خواجة الريفي. يقدر عدد سكانها بـ 14 نسمة بحسب إحصاء 2016.